# Los Muertos (Fear the Walking Dead)
«Los Muertos» —título original en inglés y español— es el noveno episodio de la segunda temporada y el décimo quinto episodio general de segunda temporada de la serie de televisión posapocalíptica y de horror Fear the Walking Dead. El guion estuvo escrito por Alan Page y Deborah Chow dirigió el episodio, que se emitió por AMC el 28 de agosto de 2016 en los Estados Unidos y en Latinoamérica.

## Trama
Nick comienza a observar a la comunidad de Luciana y se sorprende al ver que la gente de Luciana destierra a un hombre infectado, donde voluntariamente se deja comer por los caminantes. Luciana explica que aquellos que están infectados o con enfermedades terminales se sacrifican para ayudar a construir el "Muro", una barrera de caminantes destinada a proteger a la comunidad de amenazas externas.
Nick luego acompaña a Luciana en una carrera de suministros a un supermercado cercano, que es controlado por un de grupo de narcotraficantes. Nick es sorprendido tratando de robar en una tienda, pero se las arregla para negociar por su vida y obtener más suministros amenazando con cortar el suministro de medicamentos que la comunidad ha estado comerciando con el cartel.
Luciana regaña a Nick por su imprudencia, ya que ahora el cartel estará interesado en descubrir dónde está su comunidad. Luego, Nick es llevado ante el líder de la comunidad, Alejandro, quien explica a Nick que mantiene a la comunidad unida al predicar que la plaga de los muertos vivientes es simplemente una prueba de Dios y que los que sobrevivan heredarán la Tierra. Mientras tanto, Madison, Strand, Alicia y Ofelia huyen de la propiedad en llamas de Celia, con la intención de regresar al Abigail.
Sin embargo, descubren que Abigail ha sido robado y se ven obligados a buscar suministros en un hotel cercano. Mientras Alicia y Ofelia registran las habitaciones, las dos deciden momentáneamente limpiar. Después de que Alicia regresa de la ducha, se da cuenta de que Ofelia se ha ido. Mientras tanto, Madison y Strand se emborrachan en el bar mientras expresan sus diversas frustraciones con la vida. Sin embargo, una gran horda de caminantes ataca el hotel, atrapando a los cuatro adentro.

## Recepción

### Crítica
"Los Muertos" recibió críticas mixtas de los críticos. En Rotten Tomatoes, obtuvo una calificación de 62%, con un puntaje promedio de 6.96 / 10 basado en 13 comentarios. El consenso del sitio dice: "Si bien invertir completamente en los personajes en este punto parece una tarea cuestionable," Los Muertos "logra presentar sus dos historias intrigantes de una manera atractiva".
Matt Fowler de IGN le dio a "Los Muertos" una calificación de 7.5/10.0 indicando; "Los Muertos "sacó a Abigail de la ecuación, nos dio algunos momentos tranquilos con los miembros del grupo de Madison, y luego nos mostró que Nick, una vez más, había logrado relacionarse con algunos sobrevivientes que poseían ideas bastante peculiares y fanáticas. sobre los muertos vivientes. En general fue bueno, aunque desearía que la bebida de Madison y Strand no haya sido la causa de su ataque, y que el episodio no nos haya dejado colgados de la manera en que lo hizo."

### Calificaciones
"Los Muertos" fue visto por 3.66 millones de espectadores en los Estados Unidos en su fecha de emisión original, ligeramente por debajo de la calificación del episodio anterior en una calificación de 3.86 millones.